# 千年来说对不起
《千年来说对不起》，哇哇映画制作公司制作的时装奇幻爱情电视剧，由王传一、陈欣淇、欧萱、江常辉、方伟杰、朱厚任、沈佳玉、王昱清及张顺源领衔主演，并由郭舒贤及黄俊雄特别演出。此剧将分为前传和后传，前传为神话古装版本，于10月11日起每逢星期四及五在新传媒网络平台Toggle播出，10月29日起每逢星期一在新传媒8频道晚上8时30分连播二集，后传电视剧时装版本于11月26日起在新传媒8频道晚上9时播出。此剧是哇哇映画制作的年度重头剧。

## 播出时间

### 首播（前传）
| 频道        | 所在地 | 播放日期       | 首播時间                        |
| ----------- | ------ | -------------- | ------------------------------- |
| Toggle      | 新加坡 | 2018年10月11日 | 每星期四至五更新1集             |
| 新传媒8频道 | 新加坡 | 2018年10月29日 | 星期一 20:30 - 21:00（连播2集） |

### 首播（后传）
| 频道        | 所在地   | 播放日期       | 首播時间                 |
| ----------- | -------- | -------------- | ------------------------ |
| 新传媒8頻道 | 新加坡   | 2018年11月26日 | 星期一至五 21:00 - 22:00 |
| 八度空间    | 马来西亚 | 2018年12月26日 | 星期一至四 21:30 - 22:30 |

## 故事概要
修炼数百年的花仙子花采月（陈欣淇 饰演）本难逃500年劫难，所幸得小石头（王传一 饰演）所救，对他倾心。为了让小石头看到颜色，她不惜消耗数百年功力，却也因此导致自己差点灰飞烟灭。小石头为了让采月可以继续活下去，于是决定到蓬莱岛学习仙术。后来小石头改名为孙悟空，采月一心等着孙悟空学道回来，以为可以从此携手过幸福日子，岂料天意弄人，孙悟空误以为采月被天兵天将抓回天庭当药材炼丹，为了救她他不惜大闹天空，最终被困于五指山下。
采月不顾一切地要撞开五指山，却因此昏死过去。痴心的采月决定等候孙悟空，一等就等了500年。没想到500年后，孙悟空被如来佛祖指定去护送唐三藏（黄俊雄 饰演）到西天取经。途中，唐三藏和孙悟空还收留了猪八戒（方伟杰 饰演）和沙悟净（江常辉 饰演）一同到西天取经。九尾狐（郭舒贤 饰演）得知吃唐僧的肉可以长生不老，为了完成师傅的遗愿，她发誓要吃唐僧肉以让狐族可以长生不老。九尾狐视孙悟空为杀师仇人，对他恨之入骨，于是她利用痴爱孙悟空的采月来对付唐僧师徒四人。采月间接害死了唐僧和他的徒弟们，导致孙悟空对她含恨而终，临死前更发誓永不原谅采月。而九尾狐吃了唐僧肉，完成师傅的遗愿之后，便幻化成恩师的模样，从此长生不老。
采月后来得到观音娘娘赐予机会，获得千年时限让她去寻找转世的孙悟空，并得到原谅。为了赎罪，采月历经千年心酸，寻觅转世的孙悟空，祈盼得到挚爱的原谅。九尾狐得知观音娘娘给采月千年时间，要她找到转世为人的孙悟空寻求原谅。为了不让时光倒流，破坏自己长生不老的计划，九尾狐千年来潜伏在人间，伺机杀害转世的孙悟空。
在最后一年期限内，采月终于找到了投胎为凡人赵耀进（王传一 分饰）的孙悟空，然而他已经没有了前世记忆，更不相信西天取经这等荒唐事。耀进和神秘的心理医生唐心（欧萱 饰演）与采月更是陷入了三角关系。
采月为了能让耀进记起自己，不断向他示好，甚至成为他的邻居，却弄巧反拙。自从采月出现后，耀进就不断受到攻击，先是有人在医院要暗杀耀进，后来又遭受一群毒蜂袭击而坠落山崖，他们都像是着了魔似的，让采月和土地公（朱厚任 饰演）不禁怀疑这一切都是九尾狐在暗中作祟。采月为了证明耀进就是孙悟空，千方百计找到了已缩小成戒指的金箍圈，并让耀进戴上，怎知耀进戴上后却拔不下来，就连采月也没办法把它拿下。土地公认为当初是唐三藏为孙悟空套上金箍圈，所以只有唐三藏可以解除金箍圈，而唐心可以把戒指拔出，采月和土地公也因此推算出唐心可能就是唐三藏的转世。采月千方百计阻止耀进和唐心在一起，却依然失败。
和耀进同一家广告公司上班的帅戈（方伟杰 分饰）与采月邂逅，他对采月一见钟情，不断追求采月。但是采月心里只爱孙悟空而拒绝了他。白氏肉骨茶之接班人白雪（沈佳玉 饰演）因被父亲逼着去相亲而认识了包平安（江常辉 饰演 ）后来与其成为知心好友。白雪一直以为平安是同性恋，其实平安一直以来都暗恋着她，但是他心里清楚知道白雪其实打从高中至今仍喜欢帅戈。尽管当年长满青春痘的白雪向帅戈表白时被他狠狠地羞辱，但她却依然喜欢着他。
耀进和唐心在一起后，采月原以为自己得不到孙悟空的真心原谅即将灰飞烟灭，于是决定祝福他们。但后来采月涉及一宗偷窃案，而采月闯入的正是白雪的家。耀进为了救采月而让警方扣留自己，采月请求帅戈帮忙。帅戈为了帮采月，主动向白雪示好，并成为他的男朋友，耀进也因此没事。耀进发现自己其实并不是真心喜欢唐心，反而自己对采月似乎动了心。他不想再欺骗唐心，于是决定跟她分手。
采月原本以为可以跟耀进有机会发展，岂料此时她却被一股神秘力量附身。被附身后的采月主动向帅戈示爱，并和耀进一刀两断。帅戈也和白雪分手。土地公发现采月被附身，想要阻止采月和帅戈继续发展，反被她用仙术阻止。采月甚至接受了帅戈的求婚，土地公为了阻止采月和帅戈结婚而绑架帅戈，但帅戈却依然坚持要和采月在一起。耀进在婚礼当天直接冲进现场，当众吻了采月，却误打误撞使采月恢复原状。
耀进决定相信采月的话，相信自己是孙悟空。于是他和三藏、八戒、悟净、白马等人的转世回到了当时的树林。突然一块妖石向他们撞击，除了耀进和采月，其他人都不幸遇难。采月避过一劫，耀进虽大难不死，但却因此失明了，还记起了前世所有的记忆。愤怒的他认定采月无论是前世还是今生都害死了他的师父和兄弟，愤怒得掐着她直言要杀了她……
此时，九尾狐再度现身，然而身为凡人的耀进没了法力，根本不是她的对手，而采月也发现这一切都和唐心有莫大的关系……究竟唐心的真实身份是谁?采月到底能不能取得孙悟空的"真心原谅"，改变历史呢?

## 角色简介
| 演员   | 角色           | 介绍 |
| 王传一 | 小石头/ 孙悟空 | 石猴，从天而降时意外救了原本将遭遇500年修炼劫难的小花，细心呵护小花直到她修成人形，并替她取名为"花采月"。小石头看不见颜色，采月用尽修炼500年得来的仙气使他看见颜色，却导致自己差点灰飞烟灭。为救采月，小石头决定到蓬莱岛学习仙术，在学成归来后改名为孙悟空，却被土地公告知采月已被天兵天将抓回天庭当药材炼丹。愤怒的孙悟空大闹天宫，最终被如来佛压在五指山。500年后被如来佛指派护送唐三藏到西天取经，也失去了所有的记忆。一直误以为采月是要对唐三藏不利的花妖而打算把她给杀了，后来恢复记忆记起采月。为了让采月死心而吃下前尘果，没想到前尘果的毒性导致自己中毒，激发出他想与采月厮守终生的渴望。他带着采月回到花果山并与她成亲，以为从此可以和采月共度一生，却发现这一切都是九尾狐的计谋，因身中剧毒而来不及救唐三藏、猪八戒和沙悟净，自己也被九尾狐打至重伤。临死前误以为采月和九尾狐勾搭而帮助她引开自己，自掏双目并发誓永不原谅采月后逝世。 |
| 陈欣淇 | 花采月         | 原为小花（花妖），在修炼成仙的第500年原难逃妖精修炼500年的劫难，后被从天而降的石猴拯救，在他的细心呵护下成功修炼成人形。因不喜欢被称呼作"小花"而被小石头取名为"花采月"。得知小石头无法看见颜色后决定用尽修炼500年的仙气来帮助他看见颜色，却也因此导致自己差点灰飞烟灭。采月后来有缘遇见观音菩萨，她被观音治好了身子，并被她邀请到天庭修炼成花仙子。采月为了可以上天庭找小石头而答应上天庭，但却找不着，于是偷偷灌醉天蓬元帅逃回人间，却因此与上天庭寻找她的孙悟空擦肩而过，导致其大闹天宫，目睹他被困于五指山下。痴心的她等候了500年，没想到500年后孙悟空却被指派护送唐三藏到西天取经，而且孙悟空还失去了所有的记忆。为了让孙悟空记起一切而求助九尾狐，被九尾狐欺骗前尘果能让孙悟空恢复记忆，也因此间接导致孙悟空中毒。中毒后的孙悟空被激起内心的渴望而已自己回到花果山成亲，却没想到这一切都是九尾狐为引开孙悟空吃唐僧肉的计谋。间接导致唐三藏、猪八戒、沙悟净被九尾狐杀死，也被孙悟空误会自己与九尾狐勾搭，让孙悟空带着遗憾逝世，并发誓永不原谅她。后来观音菩萨赐予她千年时间找到转世为人的孙悟空并得到他的真心原谅才可以改变历史。 |
| 黄俊雄 | 唐三藏         | 高僧，孙悟空、猪八戒、沙悟净之师父。与师徒四人到西天取经，途中需历经九九八十一难。因传闻吃唐僧肉可以长生不老而多次被妖精缠上。虽被九尾狐勾引却依然不动声色。多次阻止孙悟空滥杀妖精，不让他大开杀戒，必要时会念紧箍咒来阻止他。在得知采月和悟空的故事之后为了让悟空可以了结情劫而向观音菩萨祈求让悟空恢复记忆。虽然知道让悟空恢复记忆将带来无法预测的劫难，但为了悟空愿意牺牲自己。 |
| 方伟杰 | 猪八戒         | 唐三藏之二徒弟，孙悟空之二师弟，沙悟净之二师兄。原为天蓬元帅，却因贪图花采月的美色而被她灌醉使她趁机逃跑而被打入凡间，变成了猪脸人身的怪物。后来被唐三藏收服为二徒弟，并与孙悟空、沙悟净等人开启西天取经之路。 |
| 江常辉 | 沙悟净         | 唐三藏之三徒弟，孙悟空、猪八戒之三师弟，原为卷帘大将，因打破花瓶而被玉皇大帝打入人间，成了吃人怪物并居住在流沙河。后来被观音指引护送唐三藏到西天取经，与孙悟空、猪八戒等人开启西天取经之路。 |
| 郭舒贤 | 九尾狐         | 妖狐，孙悟空之宿敌。为了完成恩师的遗愿，于是决定吃唐僧肉以便长生不老。原本有九条尾巴，每死一次就会失去一条尾巴。为了引开孙悟空而利用花采月，欺骗她只要让孙悟空吃下前尘果便可以恢复记忆，其实前尘果是含有剧毒的果实。九尾狐趁着孙悟空中毒时伺机杀害唐三藏、猪八戒和沙悟净。虽然孙悟空回来解救却依旧失败还被自己打成重伤。吃了唐僧肉长生不老后，九尾狐便幻化成恩师的样子从此长生不老。 |
| 朱厚任 | 土地公         | 花果山之土地公，见证孙悟空和花采月的情史。在采月和孙悟空向他请求如何避免生老病死时建议孙悟空到蓬莱岛学习仙术。后来采月上天庭修炼成花仙子但却误以为她被天兵天将抓回天庭当药材炼丹。他将此事告知孙悟空，却也因此导致他大闹天宫，于是一直替采月想办法，希望可以让孙悟空记起一切。 |

## 演员阵容（古装前传）

### 主要演员
| 演员   | 角色           | 介绍 |
| 王传一 | 孙悟空         | 齐天大圣 失去自己大闹天宫的记忆 唐三藏之大徒弟 花采月之爱慕对象 九尾狐之杀师仇人 于第1集用金箍棒打死九尾狐 于第2集欲杀死花采月，后被唐三藏阻止 于第7集恢复记忆 于第8集为了让花采月死心吃下前尘果而中毒 于第10集被九尾狐打至重伤，并误以为花采月勾结九尾狐来杀害唐三藏等人，临死前自掏双目，并发誓永不原谅花采月                                                                              |
| 陈欣淇 | 花采月         | 花仙子 孙悟空之情人 被九尾狐利用而间接害死唐三藏、孙悟空、猪八戒及沙悟净 于第1集幻变成小花接近孙悟空 于第2集险被孙悟空用金箍棒打死，后被唐三藏所救 于第6集被九尾狐欺骗而误以为前尘果可以让孙悟空恢复记忆 于第8集为摘到前尘果而从千年峭壁摔下，后被孙悟空所救 于第10集被观音菩萨赐予千年时间来寻获转世为人的孙悟空并取得其原谅以扭转乾坤                                                      |
| 黄俊雄 | 唐三藏         | 唐僧 孙悟空、猪八戒、沙悟净之师父 于第1集被九尾狐抓走，后被孙悟空解救 于第3集阻止孙悟空杀死花采月 于第7集向观音菩萨祈求让孙悟空恢复记忆 于第10集被九尾狐杀害 |
| 方伟杰 | 猪八戒         | 天蓬元帅 唐三藏之二徒弟 于第1集被九尾狐抓走，后被孙悟空所救 于第6集发现花采月之身份（花仙子花采月） 于第10集被九尾狐杀害 |
| 江常辉 | 沙悟净         | 沙僧 唐三藏之三徒弟 于第1集被九尾狐抓走，后被孙悟空所救 于第10集被九尾狐杀害 |
| 郭舒贤 | 胡纤（九尾狐） | 妖狐、胡纤姐姐 原有九条尾巴，每一条尾巴代表一条命 已失去七条尾巴，后再被孙悟空打掉第八条尾巴，仅存最后一条尾巴 利用花采月 于第1集被孙悟空打死，后再复活 于第6集欺骗花采月前尘果能让孙悟空恢复记忆 于第7集假扮花采月告知猪八戒自己前往寻找前尘果九死一生借此引开孙悟空 于第10集杀害猪八戒和沙悟净 于第10集假扮孙悟空接近唐三藏，趁他最开心的时候挖出他的心脏并吃了他 于第10集把孙悟空导致重伤 |

### 其他演员
| 演员   | 角色   | 介绍           |
| 朱厚任 | 土地公 | 花果山之土地公 |
| 周咖伊 | 观音   | 观音菩萨       |

## 演员阵容（时装后传）

### 主要演员
| 演员   | 角色          | 介绍 |
| 王传一 | 孙悟空        | 齐天大圣 赵耀进之前世 花采月之情人 唐三藏之大徒弟 九尾狐之宿敌兼杀师仇人 猪八戒、沙悟净之师兄 菩提老祖之徒弟 雪狐之宿敌 于第20集因原谅了花采月而回到1000年前 于第20集成功阻止九尾狐吃唐僧肉，原打算把胡纤打死，却因浮现与唐心的回忆而放过其，让唐三藏度化其 最终和唐三藏、猪八戒、沙悟净等人继续到西天取经，临走前和花采月道别 唯一一个拥有这1000年记忆的人 |
| 王传一 | 赵耀进        | Jenson、战神 广告界奇才 孙悟空之转世 花采月之前世情人 唐心之好友兼病人，并对她有好感 包成功之下属 包平安之上司并被其崇拜 帅戈之同事兼情敌 赖皮儿之同事并被其陷害 于第2集为救花采月而被Andy刺伤 于第3集被Andy企图枪杀，后被花采月所救 于第9集被雷劈中而短暂恢复孙悟空的记忆，并险被胡纤杀害，最后再次被雷劈中而失去孙悟空的记忆 于第10集在和唐心接吻的过程中被其偷取所有的创意才华 于第11集被赖皮儿陷害抄袭 于第12集引咎辞职，后被包成功劝服而复职 于第15集因花采月利用照妖镜而看到其前世是孙悟空 于第16集为花采月顶罪 于第17集与唐心分手 于第18集向花采月表白，并成功阻止其与帅戈结婚 于第19集恢复记忆但失明 于第19集因被唐心误导而企图杀害花采月 于第20集看清唐心 于第20集在花采月死前原谅其而成功回到一千年前 名字影射照妖镜                                                                     |
| 陈欣淇 | 花采月        | 赵耀进之前世情人 帅戈之同事兼钟情对象 土地公之干女儿 唐心之情敌 包成功之下属 包平安之同事兼好友 赖皮儿之同事 于第3集凭着赵耀进臀部上的粉色印记而证实赵耀进为孙悟空之转世 于第4集为救赵耀进而替他挡下子弹 于第9集引赵耀进被雷劈中借此恢复其孙悟空的记忆 于第10集因被雷劈中及被胡纤打至重伤而丧失法力 于第11集被胡纤追杀，后被高人所救 于第13集恢复法力 于第14集被帅戈表白，后成为其女友 于第15集用照妖镜发现包成功为唐三藏之转世 于第16集用照妖镜发现帅戈，包平安和白雪的前世身份 于第16集被唐心施无心大法而变得无情 于第18集和帅戈举行婚礼，后悔婚 于第20集将自己的眼睛给赵耀进而失明 于第20集被唐心打至重伤，临死前得到赵耀进的真心原凉 于第20集因得到赵耀进（孙悟空）的原谅而成功扭转乾坤，并复活回到1000年前，但丧失这1000年里的所有记忆 于第20集与孙悟空道别，最终化成一朵小花陪伴唐僧等人取经 |
| 欧萱   | 雪狐          | 胡纤之师父 孙悟空之宿敌 于1500年前从菩提老祖偷走天机书，被孙悟空发现而抢回半本并被其打至重伤，临死前交代胡纤要吃唐僧肉以长生不老 被胡纤利用其容貌长生不老生活下去 |
| 欧萱   | 唐心          | 九尾狐 胡纤之化身 赵耀进之心理医生并被其暗恋，实则为赵耀进之宿敌，后对他动了真心 曾被花采月和土地公怀疑是唐三藏的转世 赖皮儿之主人 Andy之心理医生，并控制其 于第3集控制Andy枪杀赵耀进，后失败 于第7集利用妖术把金箍圈从赵耀进手里摘下来 于第7集用毒蜂攻击赵耀进及花采月想借此杀害他们，后失败 于第9集向赵耀进告白 于第10集向赵耀进再次告白及亲吻其，并在接吻的过程中利用妖术取走赵耀进所以的创作才华 于第12集发现自己喜欢上赵耀进 于第15集得知照妖镜的事而想办法不让花采月知道其身份为九尾狐 于第18集捉走花九代并将其杀害 于第18集被花九代得知其身份为九尾狐 于第19集施法令包成功，包平安和白雪受重伤而死去 于第20集杀害花采月和帅戈，最后被天雷打死 |
| 方伟杰 | 帅戈          | 猪八戒之转世 花采月之同事并追求其 赵耀进之同事兼情敌 白雪之钟情对象 包平安之好友，后反目，最后和好 赖皮儿之同事，后反目 于第14集向花采月表白，后成为其男友 于第16集被花采月得知其前世是猪八戒 于第16集为救花采月而答应成为白雪之男友 于第17集向花采月求婚成功 于第17集被花九代绑架，后逃走 于第17集于白雪分手 于第18集与花采月举行婚礼，后其悔婚 于第18集因不想和赵耀进一起工作而辞去工作 于第19集被唐心催眠而企图杀害赵耀进等人 于第20集被唐心控制而在包成功等人的灵堂前割脉自杀，后被花采月用其血救回 于第20集为救花采月而被唐心杀害 名字同音帅哥 |
| 江常辉 | 包平安        | 沙悟净之转世 包成功之侄子 白雪之好友并被其误以为同性恋者，实则暗恋其 赵耀进之下属并崇拜其 帅戈之好友，后反目，最后和好 于第5集和白雪相亲 于第19集因唐心施法导天崩地裂而受重伤死去，死去前回复前世记忆 |
| 朱厚任 | 土地公/花九代 | 土地婆之夫 花采月之干爹，与其情同父女 花果山集团之总裁 帮助花采月让她得到转世为人的孙悟空的原谅 九尾狐之宿敌 于第7集怀疑唐心为唐三藏之转世 于第8集与花采月推断出九尾狐想要杀害赵耀进 于第15集发现白雪拥有照妖镜 于第17集得知唐心与Andy的关系 于第18集被唐心捉走并被其杀害，最后被警方发现其尸体 |
| 沈佳玉 | 白雪          | 白氏肉骨茶之接班人 白马（唐三藏前世所骑的马）之转世 包平安之好友并被其暗恋 钟情于帅戈 白金兴同父异母之妹妹 于第5集和包平安相亲 于第15集被花采月和花九代得知其专家之宝为照妖镜 于第16集发现专家之宝不见而报警 于第16集成为帅戈之女友,后分手 于第19集因唐心施法导致天崩地裂而受重伤死去，死去前恢复前世记忆 |

### 其他演员
| 演员   | 角色        | 介绍 |
| 郭舒贤 | 九尾狐/胡纤 | 狐妖 雪狐之徒弟 哈巴狗之主人 利用他人来杀害转世成人和孙悟空 于第9集被天雷所伤 于第10集因被天雷所伤而急速衰老，后靠喝人血而恢复元气                                                           |
| 张顺源 | 赖皮儿      | Pierre 九尾狐之手下 包成功之下属 赵耀进之同事，后反目 帅戈、花采月、包平安之同事，后反目 于第10集得知其主人身份是唐心 于第11集陷害赵耀进 于第13集取代赵耀进职位 于第15集被赵耀进等人赶出公司 |
| 王昱清 | 包成功      | 唐三藏之转世 包平安之叔叔 赵耀进、帅戈、花采月、赖皮儿之老板 于第15集被花采月透过照妖镜得知其前世的身份为唐三藏 于第19集因唐心施法导致天崩地裂而重伤死去，死前恢复前世记忆                   |
| 赖泰均 | Andy        | 色魔 性冲动病患 唐心之病人并骚扰她 赵耀进之情敌 于第17集自杀身亡 |
| 伍洛毅 | 白金兴      | 白老先生之儿子 白雪同父异母之哥哥 |

## 电视剧歌曲
| 曲別   | 歌名            | 作曲   | 作詞    | 演唱者         |
| 主题曲 | 弹指间          | 陈子健 | 吕佳颖  | 郭美美、沈志豪 |
| 插曲一 | 晚霞            | 周珺慈 | 周珺慈  | 陈颖恩         |
| 插曲二 | 月之歌          | 陈子健 | 何启安  | 谢慧娴         |
| 插曲三 | 空空            | 陈子健 | 温雪莹  | 谢慧娴         |
| 插曲四 | 好过纠缠        | 孙曌心 | Brian G | 金池           |
| 插曲五 | 没什么大不了    | 陈迪雅 | 杨佳盈  | 插班生         |
| 插曲六 | 喜欢你可不可以  | 吴健豪 | 貢丸    | 吴健豪         |
| 插曲七 | This Is Goodbye | 吴健豪 | 吴健豪  | 吴健豪         |

## 轶事
- 此剧为欧萱荧幕告别之作。[2]
- 此剧为新加坡继《神雕侠侣》后时隔20年再度拍摄古装剧。 [3]
- 此剧为王传一继《孤男寡女》后时隔6年再度接演新加坡剧集。
- 此剧为郭舒贤继《走进走出》、《万福楼》后再度饰演反派角色。
- 欧萱和张顺源继 《断掌的女人》后再此合作对手戏。
- 此剧原定与Astro AEC、AEC HD首播，但因版权关系，所以八度空间于12月26日首播。[來源請求]

## 电视节目的变迁
| 新加坡 新傳媒8頻道 星期一至五 21:00 - 22:00                                                   | 新加坡 新傳媒8頻道 星期一至五 21:00 - 22:00                | 新加坡 新傳媒8頻道 星期一至五 21:00 - 22:00     |
| --------------------------------------------------------------------------------------------- | ---------------------------------------------------------- | ----------------------------------------------- |
|                                                                                               | 千年来说对不起 （2018年11月26日 - 2018月12月21日）         |                                                 |
| 你也可以是天使3 （2018年10月29日 - 2018年11月23日）                                           | 心点心 （2018年12月24日 - 2019年1月25日）                  |                                                 |
| 新加坡 新传媒8频道 星期一至五 17:30 - 18:30                                                   |                                                            |                                                 |
| 祖先保佑2 （重播） （2019年10月24日－2019年11月20日）                                         | 千年来说对不起 （重播） （2019年11月21日－2019年12月18日） | 心点心 （重播）(2019年12月19日 - 2020年1月22日) |
| 新加坡 新传媒8频道 星期六至日 16:30 - 18:30（2021年4月18日红星大奖和2021年4月25日重播停播映） |                                                            |                                                 |
| 给我一百万 （重播） （2021年2月21日－2021年3月27日）                                          | 千年来说对不起 （重播） （2021年3月28日－2021年5月8日）    | 天之骄子 （重播） (2021年5月9日－2021年6月12日) |

| 马来西亚 八度空间 星期一至四 21:30 - 22:30                                                                          | 马来西亚 八度空间 星期一至四 21:30 - 22:30              | 马来西亚 八度空间 星期一至四 21:30 - 22:30                                                                  |
| --- | ------------------------------------------------------- | --- |
| | 千年来说对不起 （第1-2集） （2018.12.26 - 2018.12.27）  | |
| 我的非一般岳母 （2018.11.21 - 2018.12.25）                                                                          | 千年来说对不起 （第3-20集） （2018.12.31 - 2019.01.23） | |
| 星期一至五 21:30 - 22:30                                                                                            |                                                         | |
| 千年来说对不起 （第1-2集） （2018.12.26 - 2018.12.27）奔跑吧 （第1-9期） （2018.10.26 - 2018.12.28）（21:30-23:30） | 千年来说对不起 （第3-20集） （2018.12.31 - 2019.01.23） | 开餐吧！吃货小妹 （2019.01.24 - 2019.03.07）奔跑吧 （第10-12期） （2019.01.25 - 2019.02.08）（21:30-23:30） |
| （重播）星期六至日 15:00 - 17:00                                                                                    |                                                         | |
| 入侵者 (新加坡电视剧)（重播） （2019.09.07 - 2018.10.06）                                                           | 千年来说对不起 （2019.10.12 - 2019.11.13）              | 阴错阳差 （重播） （2019.11.19 - 2019.12.15）                                                               |

## 注明
1. ↑  .   [2018-09-23]. （原始内容存档于2018-10-03）.
2. ↑  .   [2018-09-23]. （原始内容存档于2018-06-27）.
3. ↑  .   [2018-09-23]. （原始内容存档于2018-12-24）.